# Derbesiaceae
Famille
Les Derbesiaceae sont une famille d’algues vertes de l’ordre des Bryopsidales. 

## Étymologie
Le nom vient du genre type Derbesia, donné en 1846 par Jean Solier en hommage à « M. Derbès » son collaborateur.

## Liste des genres
Selon BioLib (7 janvier 2022) :
- Derbesia Solier
- Pedobesia MacRaild & Womersley

Selon ITIS (7 janvier 2022) :
- Derbesia A. J. J. Solier, 1846

Selon NCBI (7 janvier 2022) :
- Derbesia Solier, 1846
- Pedobesia MacRaild & Womersley, 1974